# Agelastica cyanicollis
Agelastica cyanicollis es una especie de coleóptero de la familia Chrysomelidae. Fue descrita científicamente en 1884 por Jacoby.